# 제프 루프

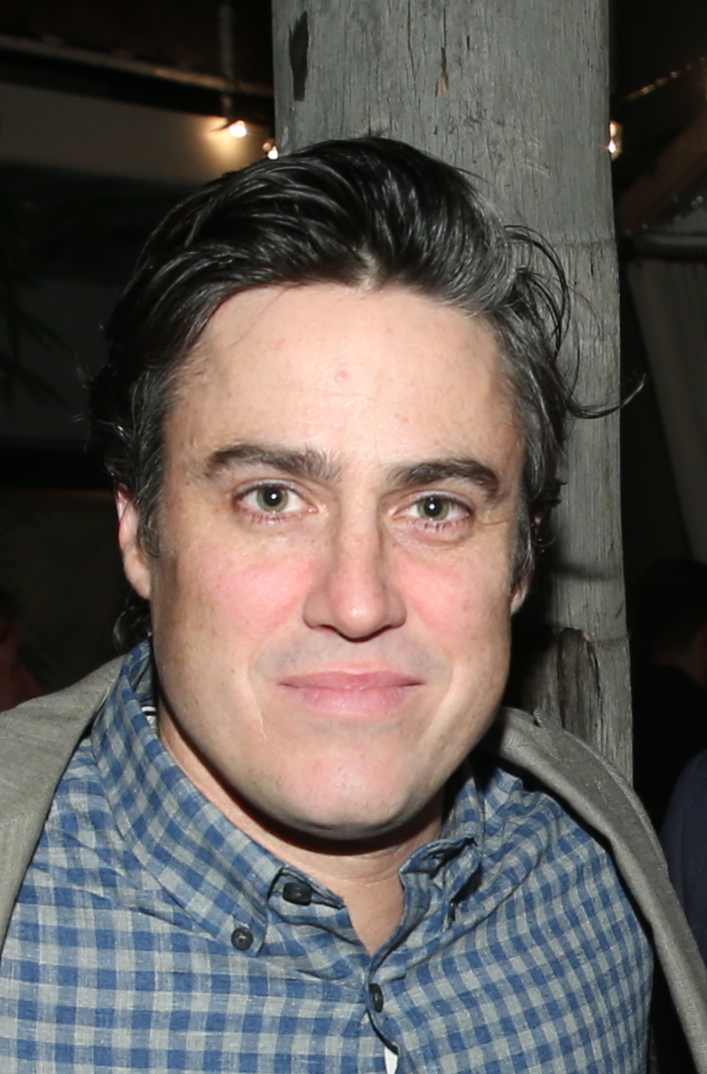

제프 루프(Jeff Roop, 1973년 8월 21일 ~ )는 캐나다의 영화배우, 텔레비전 배우이다.
퀘벡주에서 태어났다.

## 영화
- 백컨트리 - 야생곰의 습격 (2014년) - 알렉스 역
- 헐리우 (2011년) - 마이크 역
- 파이널 드래프트 (2007년)
- 위도우 온 더 힐 (2005년)